# Alberto Santos-Dumont
Alberto Santos-Dumont (Palmira, 1873. július 20. – Guaruja, 1932. július 23.) brazil-francia pilóta, feltaláló és léghajós.
1931-től 1932-es öngyilkosságáig a Brazil Szépirodalmi Akadémia 38. székét birtokolta.

## Emlékezete
- Szülővárosa, Palmira felvette a nevét.
- A Santos-Dumont holdkrátert is róla nevezték el.
- Francia származású édesapja a későbbi Dumont falu mellett birtokolt kávéültetvényeket.
- A Rio de Janeiro-i Santos Dumont Repülőtér és a paranguái Santos Dumont Repülőtér is róla kapta nevét.
- Egy São Paulo állambeli autópálya, a Rodovia Santos Dumont is nevét viseli.
- A világ legelső első karóráját az Eiffel torony pályázati körberepülése alkalmából ő rendelte meg Louis-Francois Cartiertől(1905), a mai napig sikeres Cartier Santos karóra pedig róla kapta típusnevét.
- Az ő nevéhez kötődik az az extrém bútorzási mód, hogy láncokkal a mennyezetre lehet egyes bútorokat emelni, míg utána másokat onnan leereszteni kisméretű lakófelszín esetén.